# Bateau Bay
Bateau Bay är en del av en befolkad plats i Australien. Den ligger i kommunen Wyong Shire och delstaten New South Wales, i den sydöstra delen av landet, omkring 58 kilometer nordost om delstatshuvudstaden Sydney. Antalet invånare är 11 759.
Bateau Bay är det största samhället i trakten. 
Genomsnittlig årsnederbörd är 1 393 millimeter. Den regnigaste månaden är februari, med i genomsnitt 222 mm nederbörd, och den torraste är juli, med 42 mm nederbörd.